# إد إموري
إد إموري (بالإنجليزية: Ed Emory)‏ هو مدرب رياضي أمريكي، ولد في 14 أبريل 1937 في لانكستر في الولايات المتحدة، وتوفي في 3 يناير 2013 في ويدسبورو في الولايات المتحدة.